# سوزان أوستوف
سوزان كريستينا أوستوف (بالألمانية: Susanne Osthoff)‏ (7 مارس 1962 ميونيخ) عالمة آثار ألمانية عملت بالعراق منذ عام 1991 حتى أُختطفت في 25 نوفمبر 2005, ثم أُطلق سراحها في 18 ديسمبر 2005.

## السيرة الذاتية
ولدت أوستوف في بلدة جرافينج (بافاريا)، ولها أخان وأخت واحدة. قامت أوستون بدراسة علم الآثار الخاص بالشرق الأدنى، و اللغات السامية في جامعة لودفيش ماكسيميليان في ميونخ بعد التخرج من المدرسة. أثناء دراستها، زارت تركيا، والأردن، والعراق، وسوريا، واليمن؛ لتشارك في أعمال التنقيب عن الآثار. تزوجت من أردني، وانجبت منه طفلة، واعتنقت الإسلام. عاشت بصفة غير دائمة في العراق منذ عام 1991؛ عملت أولًا كعالمة آثار، وسرعان ما شاركت أيضًا في تقديم المساعدات الإنسانية.

## الاختطاف
في صيف 2005، أخبرت أوستون السلطات الأمريكية أنها قد تعرضت لتهديدات بالخطف. وعلى الرغم من هذه التهديدات الجادة التي تعرضت إليها، وطلب السفارة الألمانية منها مغادرة البلاد، قررت أوستوف البقاء ومواصلة عملها. في 25 نوفمبر 2005، اختفت أوستون وسائقها، وهي في طريقها من بغداد إلى أربيل. بعد اختفائهما بمدة قصيرة، أُرسل دي في دي إلى محطات ARD الاخبارية يحتوي على فيديو للأسرى محاطين بملثمين مسلحين يطالبوا السلطات الألمانية التوقف عن مساعدة الحكومة العراقية فورًا.
بالرغم من أن دوافع الخطف ظهرت منذ البداية أنها دوافع سياسية وربما كان أبو مصعب الزرقاوي هو المحرض عليه، ظهرت بعض الشكوك حول الهوية الحقيقية للخاطفين؛ حيث دفعت عدم مهنية الفيديو وحقيقة معارضة الحكومة الألمانية التدخل الأمريكي في العراق بعض الخبراء للتفكير بأن الخاطفين هما مجرد مجرمين عاديين يحاولون الحصول على فدية. بينما أشار آخرون إلى أن توقيت عملية الاختطاف بعد وقت قصير جدًا من تغيير الحكومة في ألمانيا وأثناء مناقشة احتمالية مشاركة ألمانيا في تدريب قوات الشرطة العراقية يشير لوجود دوافع سياسية للخطف. بينما قامت قناة الجزيرة الإخبارية بنشر اقتباس عن سوزان اوستوف تقول فيه أن الخاطفين ليسوا مجرمين وأنهم طالبوا فقط بالمساعدة الإنسانية الألمانية للعرب السنّة في العراق وأوضحت أنهم لا يريدون فدية.
أُطلق سراح سوزان أوستوف وسائقها في 18 ديسيمبر 2005.

## عقب إطلاق سراحها
في مقابلة مع قناة الجزيرة الإخبارية في 23 كانون الأول، حدث خطأ في الترجمة من قبل (وكالة الأنباء الألمانية) DPA فنُقل عنها أنها تعتزم العودة إلى العراق لمواصلة مشاريعها. و كانت السلطات الألمانية قد حذرتها من أن هذا من شأنه أن يضع حياتها في خطر مرة أخرى، وثبطتها من العودة إلى العراق. حتى أن وزارة الشؤون الخارجية الألمانية طلبت من الحكومة العراقية حرمانها من الحصول على تأشيرة جديدة.
و في أول مقابلة تلفزيونية لها في ألمانيا، مع قناة زد دي اف،التي بُثت يوم الأربعاء 28 ديسمبر، ظهرت أوستوف بالملابس الإسلامية التقليدية، وكانت ترتدي النقاب، وأجابت على الأسئلة بطريقة عشوائية.أرجع البعض ذلك إلى نقص الإمكانات وعدم الاعداد للحوار مسبقًا، بينما رجح الجمهور الألماني أنها علامة من علامات القطيعة. و قد تعرضت المقابلة للمونتاج أكثر من مرة. يمكن الاطلاع على الحوار الذي دار قبل المقابلة(باللغة الألمانية) على FAZNet.

## التكهنات
ذكرت مجلة فوكس الألمانية في 28 يناير 2006 أنه تم العثور على جزء من أموال الفدية التي دفعتها الحكومة الألمانية لإطلاق سراح سوزان أوستوف معها يوم إطلاق سراحها. وأوضحت المجلة الخبر، دون ذكر مصادر، أن المسؤولين في السفارة الألمانية في بغداد وجدوا آلاف الدولارات في ملابس أوستوف، عالمة الآثار الألمانية البالغة من العمر 43 عامَا، عندماذهبت للاستحمام في السفارة بعد وقت قصير من إطلاق سراحها. تتطابق الأرقام التسلسلية الموجودة على الدولارات مع تلك التي زعمت الحكومة أنها استخدمتها لدفع الفدية. ورفضت وزارة الخارجية الألمانية التعقيب. من المعروف أن الحكومة الألمانية كانت تدفع فدية للرهائن في الماضي، لكنها رفضت التعليق على إذا ما كانت فعلت ذلك لاوستوف أم لا.
أوضحت أوستوف في مكالمة تليفونية لبرنامج "بيكمان بيكمان" (ارد) في 8 يناير 2007، أن الخاطفين أعطوها مبلغ معين من المال كتعويض للسلع الشخصية التي سُرقت منها، فبعضها كان قيمًا للغاية، مثل: الكاميرا الرقمية. وأضافت أنها أظهرت المال للمسؤول في السفارة الألمانية في لقائهما الأول.
وعلاوة على ذلك، حامت الشكوك حول تورط الضحية الثانية، سائق أوستهوف العراقي، في عملية الاختطاف.
بينما ظهرت ادعاءات أخرى حول قيام ألمانيا بتبادل الرهينة سوزان أستوف مع الإرهابي محمد علي حمادي الذي أدين بقتل روبرت ستاثام الغواص بالبحرية الأمريكية خلال عملية خطف طائرة تابعة للخطوط الجوية العالمية /تي.دبليو.ايه الرحلة 874/.

## وصلات خارجية
- No Rescue of German Hostage Imminent', دويتشه فيله, December 6, 2005
- 'Christians and Muslims pray for Iraq hostage', الغارديان, December 12, 2005
- 'German hostage in Iraq is free', رويترز, December 18, 2005